# María Josefa Ugarte y Domingo-Arnau
Pour les articles homonymes, voir Ugarte, Domingo et Arnau.
Ugarte y Domingo-Arnau est un nom espagnol. Le premier nom de famille, en général paternel, est Ugarte ; le second, en général maternel, souvent omis, est Domingo-Arnau.
María Josefa Ugarte y Domingo-Arnau, née à Madrid le 3 janvier 1923, est une des premières hôtesses de l'air espagnoles mais aussi une des premières femmes à obtenir un brevet de pilote à la suite de la guerre civile.

## Les débuts des espagnoles en aviation
Bien que, comme dans d'autres pays, les débuts de l'aviation ont été écrits principalement par des hommes, il existe aussi une minorité de femmes qui ont beaucoup influencé le monde aéronautique. Ces femmes ont dû aller au delà du mépris des autorités aéronautiques et des aéro-clubs. María Bernaldo de Quirós est la première pilote espagnole en 1928. Elle réalise des vols d'exhibition et commence à faire du transport et de la reconnaissance lors de la guerre d'Espagne. Peu après, elle est rejointe par Margot Soriano, deuxième femme pilote d'Espagne, Pilar San Miguel Martínez-Campos, Elena Sáez, Maria Josep Colomer i Luque et Dolors Vives Rodon,,.
Pendant les années de la Seconde République, des changements importants facilitent aux espagnoles l'accès à des métiers qui à l'époque étaient réservés aux hommes. Ainsi, beaucoup plus de femmes obtiennent leur brevet de pilote. Au cours de la guerre civile, le peu de femmes pilotes espagnoles ont servi dans le conflit, notamment en Catalogne. À la fin de la guerre, malgré le recul du féminisme, certaines continuent à piloter et de manière plus large, à travailler dans l'aviation.

## Biographie
Son père est juge et président du tribunal international en Égypte, elle grandit à Port-Saïd. En 1933, à dix ans, elle est envoyée au collège du Sacré-Cœur de Jésus à Gênes pendant cinq ans. Elle reste une année de plus à Venise. De retour à Port-Saïd, elle y reste tout le long de la Seconde Guerre mondiale. Elle y apprend l'arabe, le français et l'anglais.

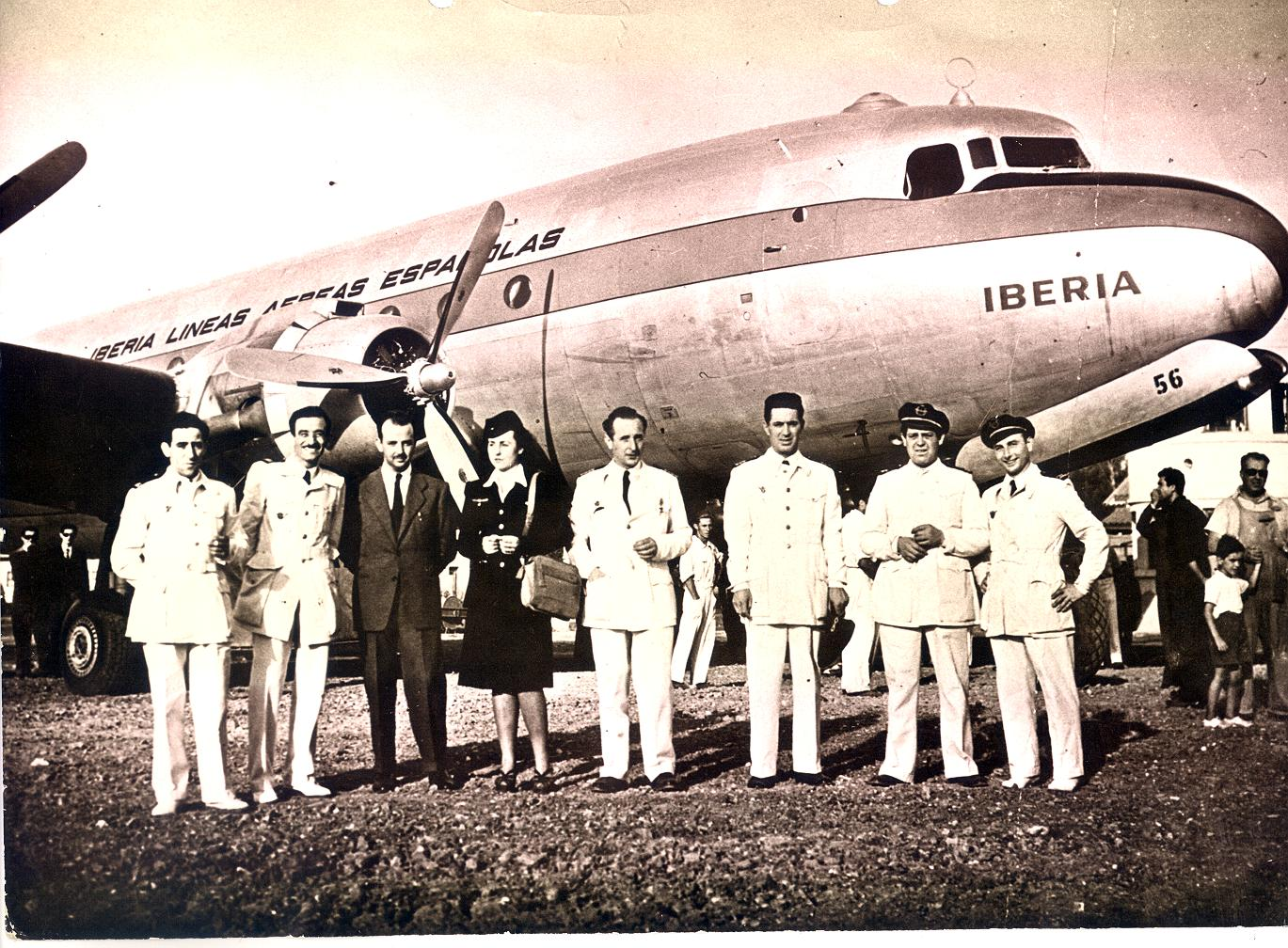
Photo de l'équipage et du Douglas DC-4 prise au début du vol inaugural.

De retour en Espagne en 1946, elle est embauchée par Iberia au service d'information des passagers de l'aéroport Aéroport Adolfo Suárez Madrid-Barajas, apellé simplement à l'époque aéroport de Madrid. Quelques mois après, elle est embauchée comme hôtesse de l'air. Le 22 septembre 1946, à l'occasion du vol expérimental précédent la ligne Madrid-Dakhla-Rio de Janeiro-Buenos Aires, la compagnie met en place pour la première fois un équipage de cabine féminin,. Leur travail est de prendre soin du passager pendant le vol. À la fin du recrutement à ce nouveau poste on retient quatre candidates : Pilar Macías, Marichín Ruiz de Gárniz, Ana Marsáns et María Josefa Ugarte,.
La passion que María Josefa a toujours montré pour l'aviation l'amène à prendre des cours de pilotage à l'aéroclub de Madrid, qui en 1947 commence à peine à se construire à l'aéroport Madrid-Cuatro Vientos (es). Son brevet de pilote est daté du 19 novembre 1947,.
Au mois de mars 1949, elle participe au tour d'Espagne aérien avec un Piper Cub. Elle travaille à Iberia jusqu'en 1951, année à laquelle elle se marie avec Francisco Loustau Ferrán, qui sera plus tard le superviseur législatif général de l'armée de l'air.